# Смолдзино (гмина)
Смолдзино (пол. Smołdzino) — сельская гмина (волость) в Польше, входит как административная единица в Слупский повет, Поморское воеводство. Население — 3495 человек (на 2004 год).

## Демография
| Перепись                       | Всего   | Всего | Женщины | Женщины | Мужчины | Мужчины |
| ------------------------------ | ------- | ----- | ------- | ------- | ------- | ------- |
| Единицы                        | человек | %     | человек | %       | человек | %       |
| Население                      | 3495    | 100   | 1748    | 50      | 1747    | 50      |
| Плотность населения (чел./км²) | 13,6    | 13,6  | 6,8     | 6,8     | 6,8     | 6,8     |

## Населённые пункты
Боленец, Букова, Вежхоцино, Витково, Высока, Гардина-Велька, Гардина-Мала, Желязо, Клюки, Комнино, Локцёве, Лудки, Пшибынин, Ретово, Седлище, Сеце, Смолдзиньски-Ляс, Старе-Клюки, Стойцино, Чиста, Члухи, Чолпино,

## Соседние гмины
1. Гмина Глувчице
2. Леба
3. Гмина Слупск
4. Гмина Устка
5. Гмина Вицко